# Parafia Świętych Apostołów Piotra i Pawła w Częstoborowicach
Parafia Świętych Apostołów Piotra i Pawła w Częstoborowicach – parafia rzymskokatolicka należąca do archidiecezji lubelskiej i Dekanatu Piaski. Została erygowana w 1326. Mieści się pod numerem 131. Parafię prowadzą księża archidiecezjalni.

## Historia

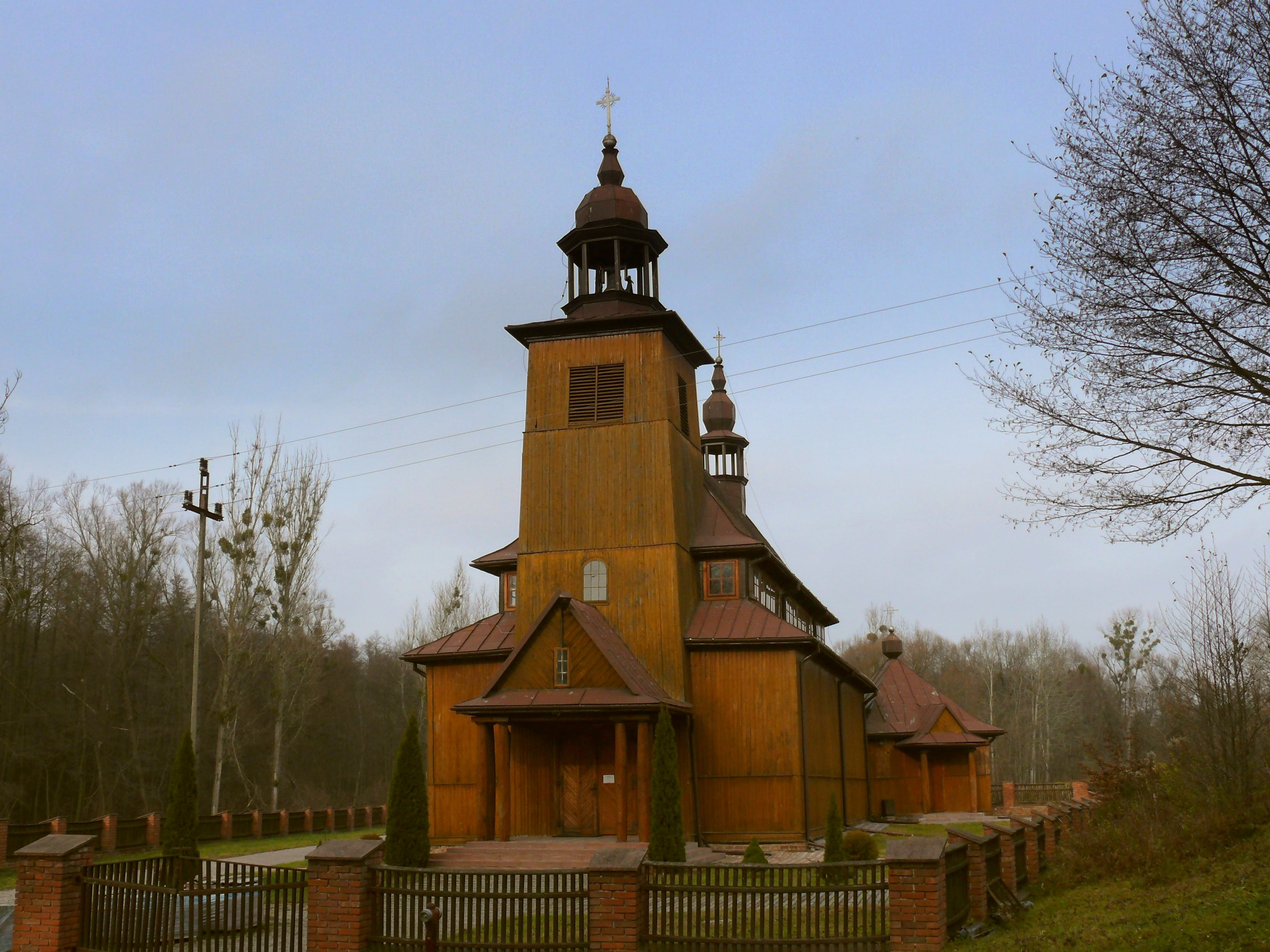
Kościół filialny pw. Najświętszego Serca Pana Jezusa w Pilaszkowicach Pierwszych

Pierwsza wzmianka o istnieniu parafii w Częstoborowicach pochodzi z 1326 roku, gdy wówczas proboszczem był ks. Bernard. W 1470 roku zbudowano drewniany modrzewiowy kościół. W 1570 roku dziedzic Piotr Stryjeński będący pod wpływem arianizmu cofnął darowizny i zamknął kościół. W 1604 roku parafię wizytował bp Bernard Maciejowski, na którego zażądanie Elżbieta Stryjeńska zwróciła uposażenie kościoła. W 1696 roku rozpoczęto budowę murowanego kościoła, który w 1720 roku oddano do użytku. W 1785 roku kościół spłonął. Po odbudowie w 1794 roku bp Jan Kanty Lenczowski dokonał jego konsekracji. W 1827 roku kościół spalił się ponownie.
W 1985 roku do Pilaszkowic Pierwszych sprowadzono drewniany kościół z Parafii Najświętszego Serca Pana Jezusa w Lublinie.
Na terenie parafii jest 1 920 wiernych w miejscowościach: Częstoborowice, Pilaszkowice Pierwsze, Pilaszkowice Drugie, Bazar, Podizdebno, Rybczewice Pierwsze, Rybczewice Drugie, Stryjno-Kolonia, Zygmuntów.
Proboszczowie parafii:

1425-1430. ks. Piotr.
1435–1452. ks. Mikołaj.
1453–1480. ks. Jakob.
1500–1546. ks. Andrzej Rybczewski.
1546-1548. ks. Wawrzyniec Starczynowski.
1548–1549. ks. Marcin.
1549–1570. ks. Walenty Byczkowicz.
1604–1618. ks. Maciej Skarbek.
1621–1634. ks. Joachim Borzęcin.
1635–1669. ks. Michał Tyszkowski.
1670–1699. ks. Piotr Aleksander Zaborski.
1699–1703. ks. Jakob Szeliski.
1703–1710. ks. Andrzej Olszowski.
1710-1718. ks. Andrzej Golarkiewicz.
1718–1731. ks. Józef Nowinkiewicz.
1731–1738. ks. Jakob Aleksander Ligenza.
1738–1749. ks. Józef Kazimierz Czarnecki.
1749–1760. ks. Piotr Aleksander Wroński.
1760–1777. ks. Florian Iżycki.
1777–1797. ks. Jakub Augustyn Palmowski.
1797–1813. ks. Marcin Dzierzak-Trzciński.
1813–1834. ks. Kajetan Domański.
1834. ks. Jan Sadkowski.
1834–1849. ks. Błażej Machnikowski.
1849–1868. ks. Jan Szydoczyński.
1868–1876. ks. Aleksander Biernacki.
1876–1878. ks. Wojciech Gałczyński.
1878. ks. Ignacy Mech.
1878–1885. ks. Mateusz Dydak Świeca.
1885–1886. ks. Jan Górniesiewicz.
1886–1891. ks. Ludwik Mech.
1891–1895. ks. Antoni Lisowski.
1895–1899. ks. Paweł Krystoszyk.
1899–1902. ks. Paweł Sadlak.
1902–1911. ks. Józef Tuszewski.
1911–1917. ks. Jakub Szpringer.
1917–1918. ks. Mateusz Dąbrowski.
1918–1920. ks. Konstanty Pabisiewicz.
1920–1926. ks. Antoni Sadłowski.
1926–1936. ks. Władysław Kopeć.
1936–1947. ks. Walenty Ligaj.
1947–1954. ks. Aleksander Krawczyk.
1954–1979. ks. Jakub Kopciński.
1979–1984. ks. Jan Błaszczak.
1984–1996. ks. Jan Kowalski.
1996–1999. ks. Szymon Szlachta.
1999–2007. ks. Zbigniew Sykut.
2007–2010. ks. Wiesław Pecyna.
2010–2013. ks. Stefan Kloza.
2013–2023. ks. Ryszard Rak
od 2023. ks. Marcin Smalec